# Viktor Zubkov (cestista)
Viktor Alekseevič Zubkov (in russo Виктор Алексеевич Зубков?; Rostov sul Don, 24 aprile 1937 – San Pietroburgo, 16 ottobre 2016) è stato un cestista sovietico.

## Carriera
Dal 1963 al 1968, è stato uno studente dell'Istituto di cultura fisica Lenin ed al termine degli studi è diventato istruttore di educazione fisica.
È stato uno dei più forti giocatori di pallacanestro sovietici degli anni 50 e 60 e uno dei migliori centri d'Europa. Ha giocato nel CSKA di Mosca con cui è stato campione dell'Unione Sovietica dal 1959 al 1966.
Per otto anni (dal 1956 al 1963) ha fatto parte della nazionale e nel 1963 ne è stato capitano. In questi anni per tre volte (1957, 1959, 1961) ha vinto gli europei di pallacanestro e nel 1959 è stato eletto MVP della manifestazione. Nel 1956 e nel 1960 ha conquistato la medaglia d'argento ai giochi olimpici.
Sin dalla fine della carriera di giocatore nel 1966 ha lavorato come istruttore nel CSKA. Dal 1966 al 1975, è stato docente all'accademia militare VV Kuibyshev.
Dal 1979 al 1981, è stato in Mozambico dove ha lavorato come allenatore.
Di ritorno dal Mozambico era di nuovo tornato all'accademia militare VV Kuibyshev come docente.
È morto nel 2016 all'età di 79 anni a seguito di un cancro alla laringe.

## Palmarès
- Campionato sovietico: 6

CSKA Mosca: 1960, 1960-61, 1961-62, 1963-64, 1964-65, 1965-66
- Coppa dei Campioni: 2

CSKA Mosca: 1960-61, 1962-63